# When the World Knows Your Name
When the World Knows Your Name è un album del gruppo musicale britannico Deacon Blue, pubblicato nell'aprile 1989.

## Descrizione
L'album è pubblicato dalla Columbia su LP, musicassetta e CD. I brani sono interamente composti da membri dello stesso gruppo: tutti portano la firma di Ricky Ross, che risulta unico autore di 8 pezzi, mentre in altri 4 collabora con James Prime e in Orphans con Ewen Vernal.
Dal disco vengono tratti i singoli Real Gone Kid (pubblicato nel 1988), Wages Day, Fergus Sings the Blues, Love and Regret e Queen of the New Year.

## Tracce

### Lato A
1. Queen of the New Year
2. Wages Day
3. Real Gone Kid
4. Love and Regret
5. Circus Lights
6. This Changing Light

### Lato B
1. Sad Loved Girl
2. Fergus Sings the Blues
3. The World Is Lit by Lightning
4. Silhouette
5. One Hundred Things
6. Your Constant Heart
7. Orphans